# マウス白血病ウイルス
マウス白血病レトロウイルス（マウスはっけつびょうウイルス、英：murine leukemia virus）は、レトロウイルスの中のガンマレトロウイルスに属する。

## 概要
宿主域により、エコトロピック、アンホトロピック、ポリトロピック、ジェノトロピックに分けられる。
エコトロピック

マウスとラットなどのネズミ科ネズミ亜科に属する動物に感染する。陽イオンアミノ酸トランスポーターを認識し、細胞に感染する。白血病、免疫不全症、神経病原性を持つウイルスが存在する。

アンホトロピック

ほとんど全ての哺乳類動物に感染する。リン酸トランスポーターを認識し、細胞に感染する。ヒト遺伝子治療のための遺伝子の運び屋として、基礎研究において頻繁に使われている。野生マウスから単離されることはまれである。病原性は確定していない。

ポリトロピック

ほとんど全ての哺乳類動物に感染する。感染受容体は同定されたが、その生理的機能は不明である。白血病、神経病原性を持つウイルスが存在する。内在性レトロウイルスとしてマウスゲノムに多く存在するが、増殖性を欠損したものがほとんどである。マウスにエコトロピックウイルスを接種すると、内在性ポリトロピック配列と組み換えを起こし、増殖生のあるポリトロピックウイルスが出現する。

ジェノトロピック

実験用マウスを除く哺乳類動物に感染する。野生マウスには感染する。ポリトロピックウイルスと同じ感染受容体を認識する。内在性レトロウイルスとしてマウスゲノムに多く存在するが、増殖生を欠損したものがほとんどである。病原性は確定していない。

ウイルス粒子の構造

宿主細胞膜由来の脂質二重層で包まれている（エンベロープ）。エンベロープ膜にはEnv遺伝子産物が突き刺さっている。中心にgag遺伝子産物から成る球状のコアーが存在する。コアーの中にRNAのウイルスゲノムが２本存在する。ウイルスRNAゲノムは、２本ともプラス鎖である。

ゲノム構造

5’末端から機能ドメインを述べると、5' LTR、パッケージングシグナル、ゲノム二量体化シグナル、gag遺伝子、pol遺伝子、env遺伝子、3' LTRとなる。5' LTRは、遺伝子発現するためのプロモーター領域が存在する。パッケージングシグナルは、ウイルスRNAゲノムがウイルス粒子に取り込まれるために必要である。ゲノム二量体化シグナルは、その名の通り、ウイルスRNAゲノム２つが結合するための配列である。gag遺伝子は、ウイルス粒子の構造タンパク質などを、pol遺伝子は、逆転写酵素、タンパク質分解酵素、インテグラーゼをコードしている。Env遺伝子産物は、感染受容体に結合し、ウイルス膜と宿主細胞膜の膜融合を誘導する。

複製機構

ウイルス粒子が特異的な感染受容体に結合する。ウイルス膜と宿主細胞膜が膜融合し、ウイルスが細胞内に侵入する。ウイルスRNAゲノムが逆転写され、DNAとなる。核に移行し、ウイルスDNAが宿主細胞染色体DNAに組み込まれる（インテグレーション）。ウイルス遺伝子発現により、mRNAが生成され、ウイルスタンパク質へ翻訳される。このmRNAが、ウイルスゲノムとなる。ウイルスタンパク質は集合し、切断されることによって成熟したウイルス粒子となる。

白血病病原性

Moloney、Friend などの白血病を誘導するウイルスが存在する。Moloneyマウス白血病ウイルスは、T細胞を癌化し胸腺腫を誘導する。Friendマウス白血病ウイルスは赤芽球細胞を癌化し脾腫を誘導する。病原性のあるMoloneyマウス白血病ウイルスは複製可能で、宿主の癌遺伝子の近傍にインテグレーションし、その癌遺伝子の発現を活性化することによって細胞を癌化する。病原性のあるFriendマウス白血病ウイルスは複製欠損で、修飾されたEnv遺伝子をコードしている。その遺伝子産物はエリスロポエチン受容体に結合することによって細胞増殖を活性化する。これら以外にマウス肉腫ウイルスが存在する。マウス肉腫ウイルスは、宿主の癌遺伝子をゲノムに持っており、その癌遺伝子の作用により細胞を癌化する。

ヒト前立腺癌患者や慢性疲労症候群患者からポリトロピックウイルスやジェノトロピックウイルスが単離されることが報告されたが、それらの疾患の発症とこれらのウイルス感染との因果関係示唆されたが、後にコンタミであることが分かり、両疾患との関連は否定された。